# منخفض (تضاريس الأرض)

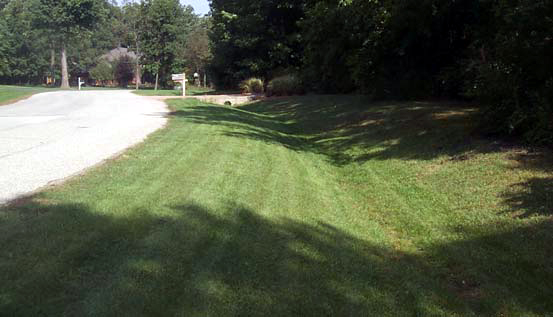
خبة مشيدة أو خبة حيوية أنشئن في منطقة سكنية لإدارة جريان مياه الأمطار.

الخُبَّة أو المنخفض هي جزء منخفض من الأرض خاصة الرطبة منها أو المستنقعية وقد يشير هذا المصطلح إلى خصائص المناطق الطبيعية أو المشيدة بشريًا. غالبًا ما تكون الخبة الاصطناعية مصممة للتحكم في جريان المياه, وتصفية الملوثات, وزيادة ارتشاح مياه الأمطار.
شاع مفهوم الخبة كإستراتيجية لتجميع مياه الأمطار و حفظ التربة بواسطة بيل موليسون وجيوف لاوتون وغيرهم من مناصري الزراعة المعمرة. وفي هذا السياق يشار عادة إلى خندق تجميع المياه على سد كفافي. هناك مصطلح آخر مستخدم وهو حاجز الكفاف.

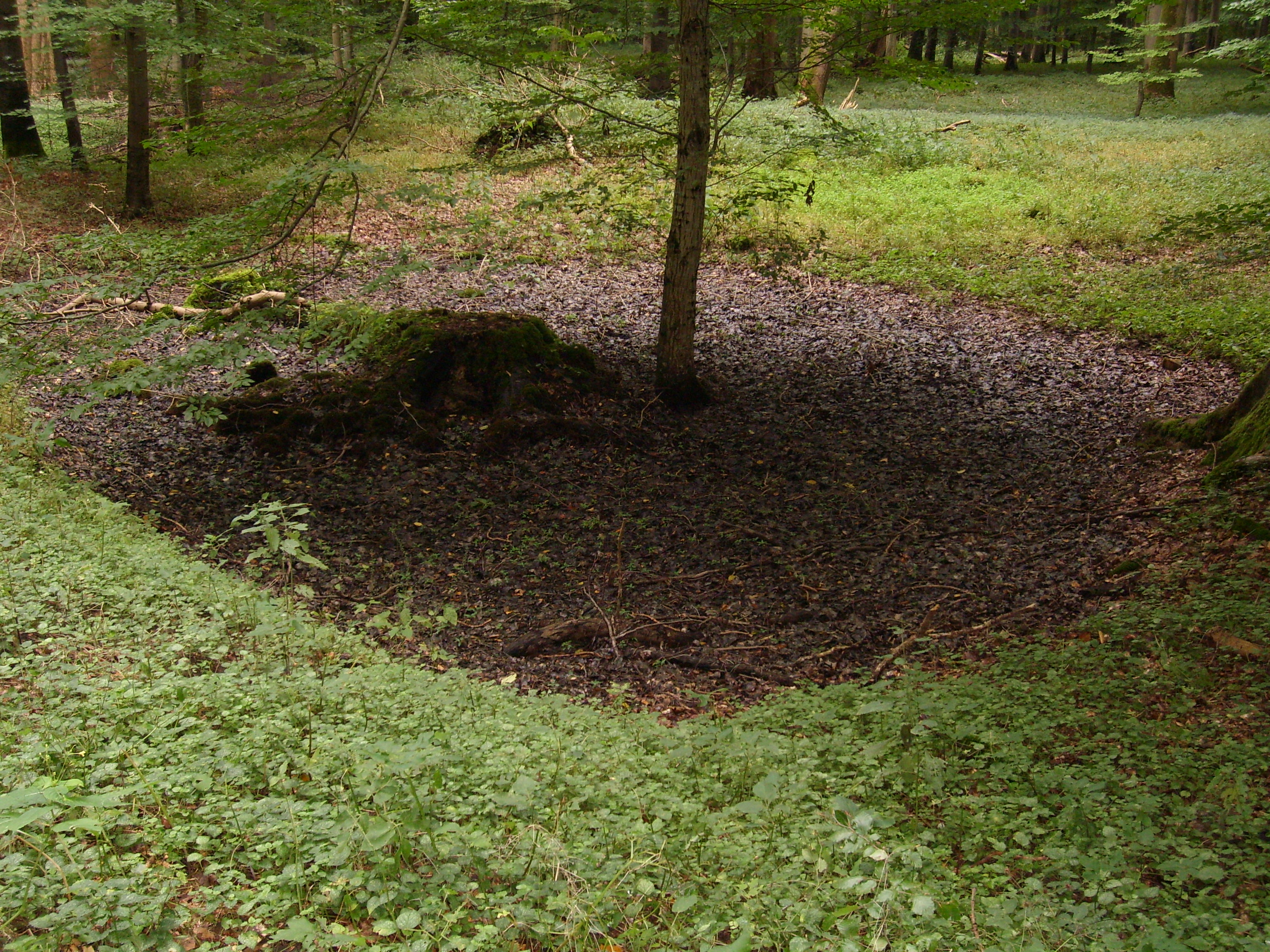
المنخفض الطبيعي

تم تصميم المنخفضات المستخدمة في الزراعة المعمرة لإبطاء وتجميع الجريان السطحي للمياه وتجميعها من خلال إطلاق الماء أفقيًا عبر المناطق الطبيعية (بطول خط كفافي مرتفع), لتسهيل تسرب الجريان السطحي داخل التربة. ويتم إنشاء هذا النوع من المنخفضات عن طريق حفر خندق على سد كفافي وتتراكم الأوساخ على جانب انحدار الخندق لعمل جدار رملي. في المناخات الجافة، يمكن للغطاء النباتي (القائم أو المنزرع) على طول المنخفض الاستفادة من تركيز الجريان السطحي. وتوفر الأشجار والشجيرات على طول المنخفض الظل مما يقلل تبخر المياه.
يستخدم مصطلح المنخفض أو «الشاطئ المنخفض» أيضًا لوصف الأحواض الضحلة الضيقة الطويلة التي توجد عادة بين قمم التلال أو الحواجز الرملية على الشاطئ والتي تتواجد بالتوازي مع الخط الساحلي.

## وصلات خارجية
- Fact Sheet: Grassed Swales from US Environmental Protection Agency
- Fact Sheet: Dry and Wet Vegetated Swales from Federal Highway Administration
- Wetlands of the Great Lakes: The Beach Swale & Dune and Swale Types from جامعة ولاية ميشيغان

Video showing swales used to rehabilitate desert terrain على يوتيوب